# Bent (Doumé)
Pour les articles homonymes, voir Bent.
Bent est un village du Cameroun situé dans la région de l'Est et dans le département du Haut Nyong. Bent fait partie de la commune de Doumé et du canton de Maka Mboans. 

## Population
Bent comptait 496 habitants lors du recensement de 2005, dont 267 hommes et 229 femmes. 
En 1965, on dénombrait 238 habitants dans le village de Bent.